# 国道350号

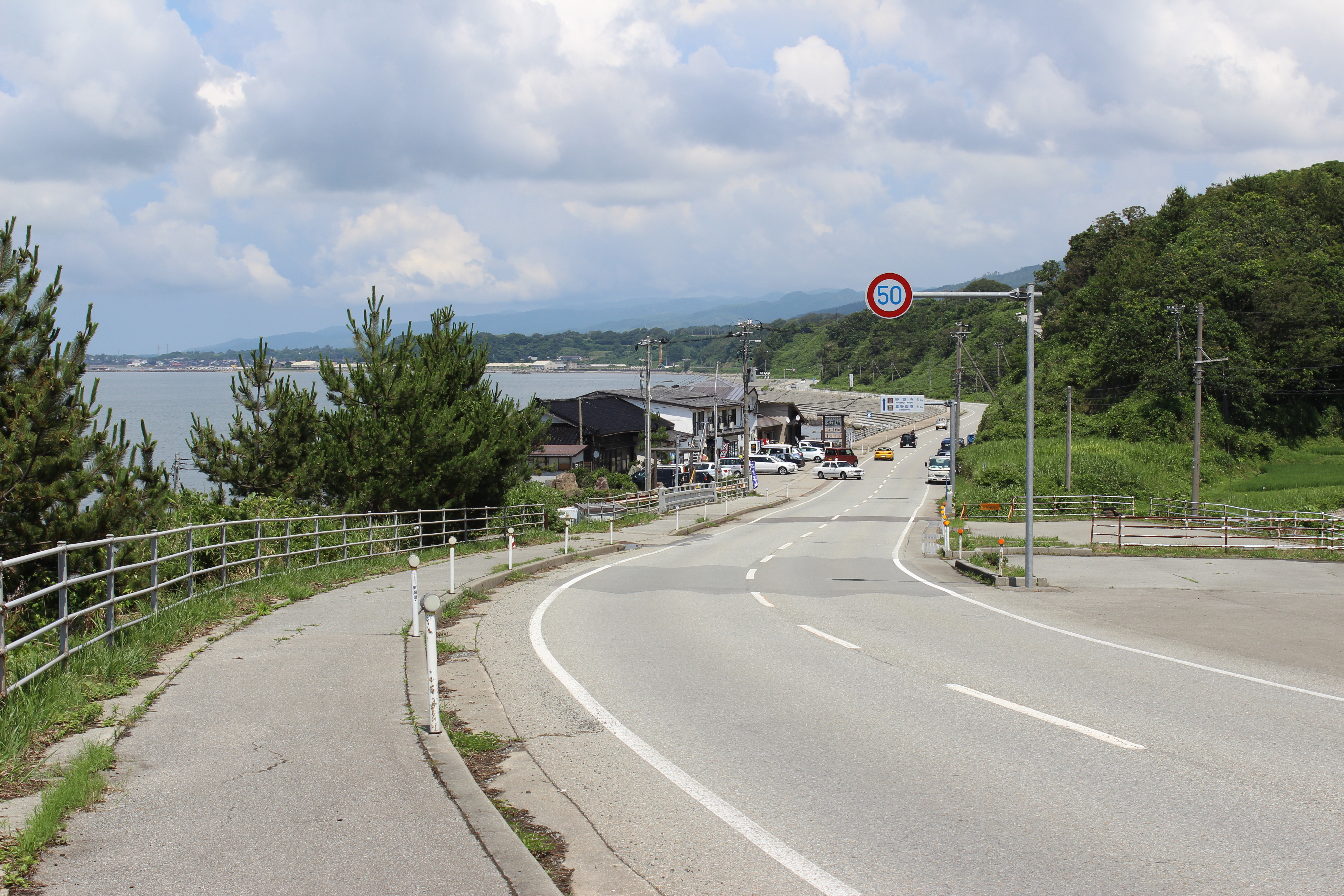
佐渡市大須鼻

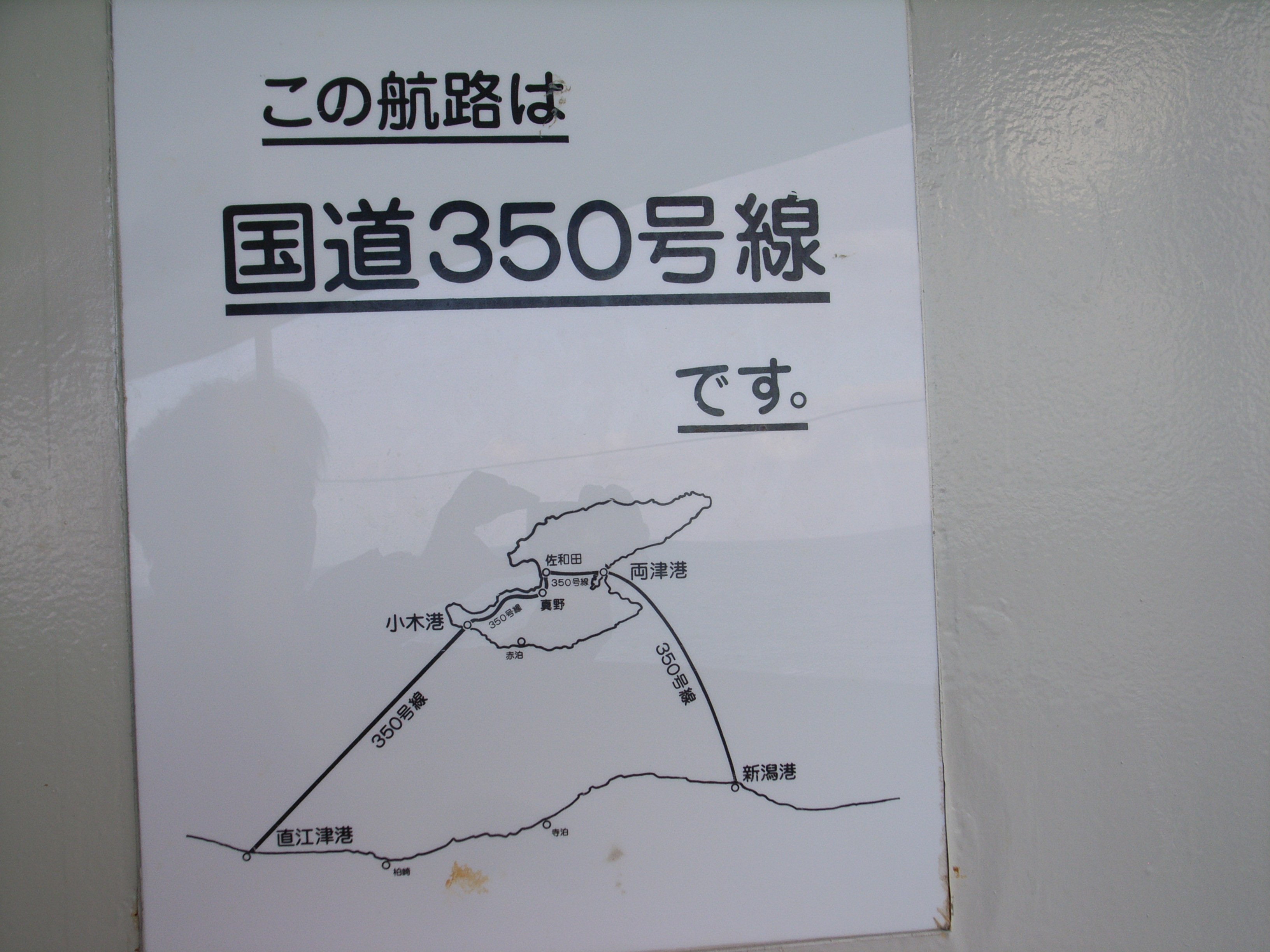
佐渡汽船に掲示された洋上の国道350号表示

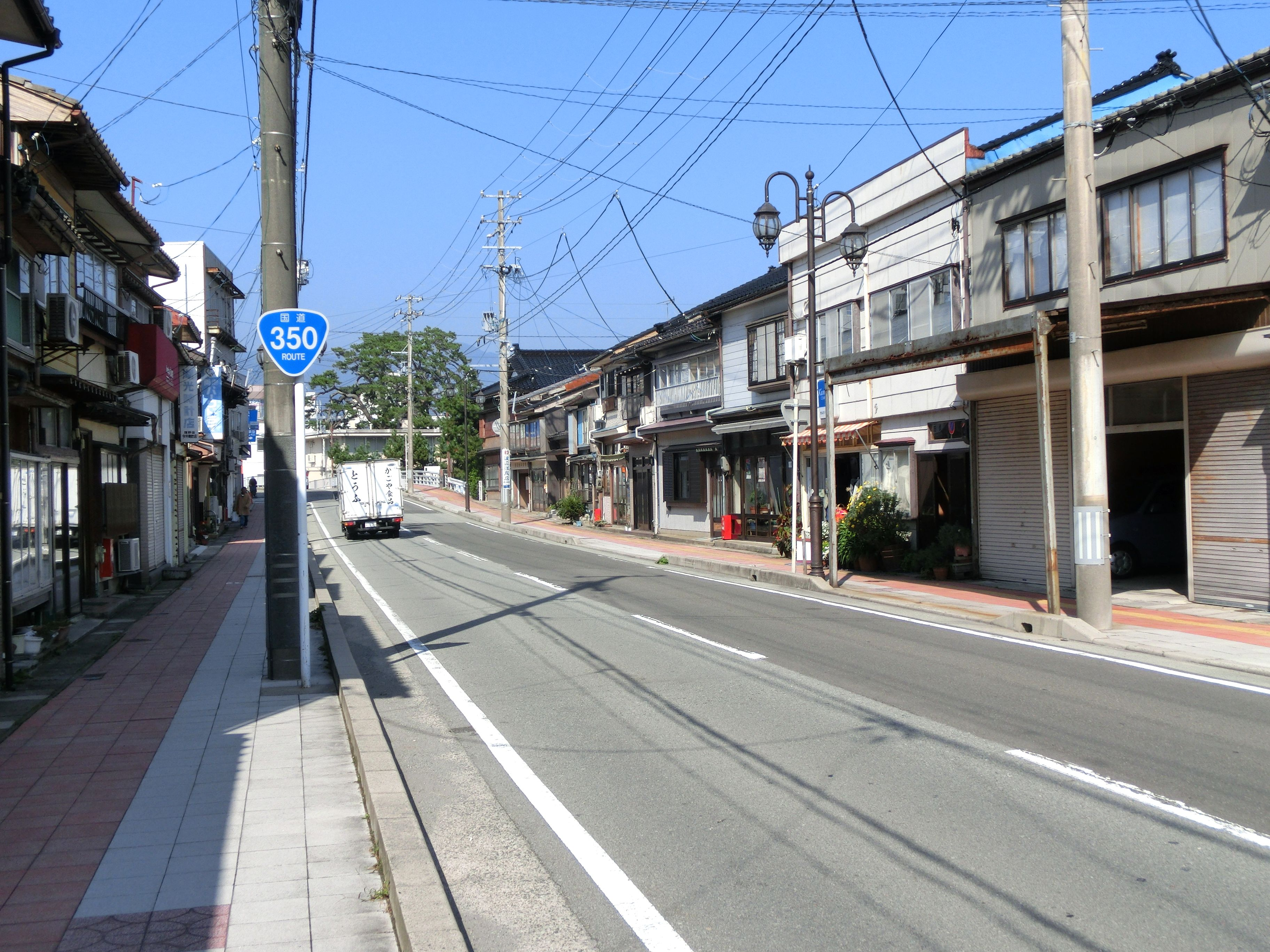
新潟県佐渡市両津湊付近

国道350号（こくどう350ごう）は、新潟県新潟市中央区から佐渡市（佐渡島）を経由して、上越市に至る一般国道である。

## 概要
佐渡島内にある唯一の国道である。道路統計年報2024によると145.2 km、佐渡汽船によると145 kmは海上区間であり、この区間を航行する佐渡汽船の2航路が国道を兼ねる。
かつて新潟市中央区の万代島地内には当国道の単独区間が存在したが、万代島地区で行われた再開発事業や柳都大橋の建設事業により、三和町 - 万代島間は旧道を全廃して臨港道路（新潟港臨港道路万代島埠頭線）として整備された。この区間の建設事業は国土交通省が実施し、開通後の管理業務は引き続き新潟県新潟地域振興局が担うことになったが、管理部局は指定区間以外の国道と県道を管理する同局地域整備部から、新潟港の港湾施設を管理する同局新潟港湾事務所に移管した。新潟市は2007年（平成19年）4月1日に政令指定都市へ移行したため、国県道の管理業務は県から新潟市に移管しているが、臨港道路は港湾施設に該当するため管理権は港湾管理者にあり、政令市移行後も引き続き新潟港湾事務所が管理業務を行っている。このため当国道の新潟市中央区内の区間は、他国道との重複区間のみとなっている。
佐渡島内のうち、両津港から国仲平野を横断し、佐渡市役所のある金井を経て、島西側の経済・文教の拠点である佐和田までの区間は佐和田以西の新潟県道45号佐渡一周線・新潟県道31号相川佐和田線と合わせて本線（ほんせん）と呼ばれており、両津地区と国・県の出先機関が多く置かれている相川地区とを結ぶ幹線道路としても機能している。350号は佐和田から島西側を南下し、真野を経て小木港に至る。なお佐渡島内の両津港・小木港周辺部も新潟港周辺部と同様、臨港道路の整備進捗によって、当国道の区間と佐渡汽船のターミナルビルとは直接接続しない構造となっている。当国道の佐渡島内の区間は県佐渡地域振興局地域整備部が管理業務を行っているが、臨港道路の管理業務は同部の港湾空港庁舎が担当している。
上越市内の区間は佐渡汽船直江津港ターミナルから南下し、国道8号直江津バイパス・国道18号上新バイパスと交差する下源入地内で終点となる。なお直江津港周辺部は前出3箇所と異なり、地上区間は佐渡汽船のターミナルビルの敷地と直接接しており、臨港道路を介さずに接続している。

### 路線データ
一般国道の路線を指定する政令に基づく起終点および重要な経過地は次のとおり。
- 起点：新潟市（中央区本町通七番町1054番2、本町交差点 = 国道7号・国道8号・国道113号・国道289号起点、国道17号・国道116号・国道402号終点）
- 終点：上越市（大字下源入字橋向177番4、下源入交差点 = 国道8号交点、国道18号終点）
- 重要な経過地：両津市[注釈 4]、新潟県佐渡郡小木町[注釈 4]
- 総延長 : 195.5 km（新潟県 161.9 km、新潟市 33.6 km）未供用延長（海上区間）を含む。[1][注釈 1]
- 重用延長 : なし[1][注釈 1]
- 未供用延長 : 145.2 km（新潟県 111.6 km、新潟市 33.6 km）[1][注釈 1]
  - 未供用延長のうち海上区間 : 145.2 km（新潟県 111.6 km、新潟市 33.6 km）[1][注釈 1]
- 実延長 : 50.3 km（新潟県 50.3 km、新潟市 - km）[1][注釈 1]
  - 現道 : 50.3 km（新潟県 50.3 km、新潟市 - km）[1][注釈 1]
  - 旧道 : なし[1][注釈 1]
  - 新道 : なし[1][注釈 1]
- 指定区間：国道7号と重複する区間（新潟市中央区・本町交差点（起点） - 東港線十字路）[要出典][3]

## 歴史
1967年（昭和45年）に新潟・両津航路にカーフェリーが就航し、佐渡島内の交通量も増加したが、島内の道路は劣悪で交通に支障が出ていた。道路整備を進めるため、島内の自治体が島内の県道を国道に昇格するよう田中角栄に陳情を行った。陳情を受けた田中は建設省（当時）に掛け合ったが、離島内で完結する道路は道路法5条1号の「都道府県庁所在地その他政治上、経済上又は文化上特に重要な都市（「重要都市」）を連絡する道路」という一般国道の指定要件を満たさないことから国道指定は難航した。田中が新潟市と佐渡島、佐渡島と上越市の間の航路も区間に含め、形式上新潟市と上越市を結ぶ路線とすることで道路法5条の要件を満たすという方法を考案し、1974年度に一般国道指定を果たした。

### 年表
- 1974年（昭和49年）11月12日 - 一般国道350号を指定公布。
- 1975年（昭和50年）4月1日 - 一般国道350号を指定施行

## 路線状況

### 別名・通称
- 本線（佐渡市両津夷 - 同市窪田）
夷二ノ町交差点 - 窪田交差点間[要出典]

### バイパス
- 新潟港臨港道路万代島埠頭2号線〈万代島臨港道路〉（新潟市中央区三和町 - 同区万代島）[要出典]
- 新潟港臨港道路万代島埠頭1号線〈万代島臨港道路〉（新潟市中央区万代島 - 同地内・佐渡汽船新潟港ターミナル）[要出典]
1981年（昭和56年）、佐渡汽船のターミナル移転に伴い新設区間として指定[要出典]。新潟県による万代島再開発事業の進捗に伴い、佐渡汽船ターミナル付近以外の旧道区間を全廃して朱鷺メッセ等の建設用地に充当され、2002年（平成14年）に新経路が竣工した。
- 両津港臨港道路（佐渡市両津湊 - 同市両津夷）[要出典]
- 両津バイパス（佐渡市湊 - 秋津）
事業延長2.1 kmで1999年（平成11年度）に事業着手され、2004年（平成16年）3月に秋津地内0.1 km、2016年（平成28年）2月25日秋津地内0.3 kmが供用された[6][7]。
- 国仲バイパス（佐渡市大和 - 同市中原）
大和 - 佐渡高校入口交差点間（事業全体延長8.65 km）。2001年度（平成13年度）より事業着手[8]。現供用区間は同市千種 - 八幡間（延長4.0 km、新潟県道381号金井畑野線（金畑線） - 新潟県道194号辰巳中興線（金丸線） - 佐渡市道八幡幹線3号線 - 佐渡市道間）。
2008年（平成20年）11月25日に中興 - 長木（新潟県道194号辰巳中興線 - 佐渡市道八幡幹線3号線）間延長1.96 km、2012年（平成24年）11月27日に千種 - 中興（新潟県道381号金井畑野線 - 新潟県道194号辰巳中興線）間延長1.2 km、2015年（平成27年）6月30日に長木 - 八幡（佐渡市道八幡幹線3号線 - 佐渡市道）間延長0.8 km、2016年（平成28年）11月18日に八幡 - 中原間延長0.67 kmが供用された。[9][10][11][8][7]
  - その他区間は事業中で未開通。
- 佐和田バイパス（佐渡市中原 - 同市窪田）[要出典]
- 佐渡高校入口交差点 - 窪田交差点間。[要出典]
- 小木港臨港道路（佐渡市小木地内）[要出典]

### 重複区間
- 国道7号・国道8号・国道17号（新潟市中央区・本町交差点（起点） - 新潟市中央区・東港線十字路）
- 国道113号（新潟市中央区・本町交差点 - 新潟市中央区・三和町交差点）
- 国道345号（新潟市中央区・東港線十字路 - 新潟市中央区・三和町交差点）

### 海上区間
本州側の新潟と佐渡島を結ぶ2航路
- 新潟港 - 両津港
- 小木港 - 直江津港

が国道350号の海上区間である。佐渡汽船がこの2航路を管轄しており、両航路のカーフェリーのデッキ部には「国道航路350号」と書かれたペイントが施されている。海上区間を持つ一般国道の中でも、本土から離島へ渡り、また本土へ別航路で戻るという特異な特徴を持っている路線でもある。

### 交通量
平日24時間交通量（平成17年度道路交通センサス）
| 地点           | 台数  |
| -------------- | ----- |
| 佐渡市夷三ノ町 | 9,176 |

## 地理

### 通過する自治体
- 新潟県
  - 新潟市（中央区） - 佐渡市 - 上越市

### 交差する道路
- 新潟市中央区
  - 国道7号、国道8号、国道17号、国道113号、国道116号、国道289号、国道402号、新潟県道565号郷土資料館線（本町交差点・起点）
  - 国道7号、国道8号、国道17号、新潟市道東港線（東港線十字路）

※東港線十字路 - 三和町交差点間、国道113号との重複区間
  - 国道113号〈東港線〉（三和町交差点）

※三和町交差点 - 万代島・佐渡汽船新潟港ターミナル間、新潟港臨港道路万代島埠頭2号線・1号線にて連絡
- 佐渡市
※両津湊地内（佐渡汽船両津港ターミナル - 両津支所前交差点間）、両津港臨港道路にて連絡
  - 新潟県道65号両津真野赤泊線（両津支所前交差点）
  - 新潟県道45号佐渡一周線（同）
  - 新潟県道45号佐渡一周線（夷二ノ町交差点）
  - 新潟県道282号佐渡空港線（佐渡空港入口交差点）
  - 新潟県道81号佐渡縦貫線（上横山交差点）
  - 新潟県道237号金井新穂線
  - 新潟県道194号辰巳中興線（中興交差点）
  - 新潟県道306号市野沢中興線
  - 新潟県道305号妙照寺佐和田線（鍛治町交差点）
  - 新潟県道45号佐渡一周線（窪田交差点）
  - 新潟県道194号辰巳中興線（辰巳）
  - 新潟県道65号両津真野赤泊線（真野新町交差点）
  - 新潟県道65号両津真野赤泊線（真野新町）
  - 新潟県道432号静平西三川線（西三川）
  - 新潟県道456号大崎小泊線（小泊）
  - 新潟県道287号羽茂港村山線（村山）
  - 新潟県道543号沢崎木野浦線
  - 新潟県道45号佐渡一周線（小木地内・山本町丁字路）
  - 新潟県道45号佐渡一周線（小木地内・末広町丁字路）

※小木地内（栄町十字路 - 佐渡汽船小木港ターミナル間）、小木港臨港道路にて連絡
- 上越市
  - 新潟県道468号大潟上越線（佐渡汽船前交差点）
  - 新潟県道216号大瀁直江津線（港町交差点）
  - 新潟県道488号三ツ屋中央線（春日新田交差点）
  - 国道8号（直江津バイパス）、国道18号（上新バイパス）（下源入交差点）